# Givskud (plaats)
Givskud is een plaats in de Deense regio Zuid-Denemarken, gemeente Vejle. De plaats telt 604 inwoners (2008).
De Givskud Zoo is hier gelegen.